# Jeremy Burgess
Jeremy Burgess (Adelaide Hills, Dél-Ausztrália, 1953. április 16. –) ausztrál motoros versenymérnök, aki számos világbajnokkal (Wayne Gardner, Mick Doohan és Valentino Rossi) dolgozott. Ő  volt Freddie Spencer csapatának mérnöke 1985-ben is, amikor Spencer megnyerte az 500 cm³-es világbajnoki címet.

## Életpályája
Doohan után Jeremy Burgess Valentino Rossival dolgozott. Az ausztrál versenymérnök később követte Rossit a Yamaha és a Ducati csapatokhoz is. Jeremy Burgess és Rossi megszakítás nélkül 14 szezonon keresztül (2000 és 2013 között) dolgoztak együtt. Az ausztrál mérnök Rossinak mind a hét vb-címéből kivette a részét.

## Fordítás
- Ez a szócikk részben vagy egészben  a   Jeremy Burgess című angol Wikipédia-szócikk ezen változatának fordításán alapul.  Az eredeti cikk szerkesztőit annak laptörténete sorolja fel. Ez a jelzés csupán a megfogalmazás eredetét és a szerzői jogokat jelzi, nem szolgál a cikkben szereplő információk forrásmegjelöléseként.